# Charlie Salt
Charlie Salt (Streetly, 16 de enero de 1921-Douglas, 7 de junio de 1957) fue un piloto de motociclismo británico que compitió en el Campeonato del Mundo de Motociclismo desde la temporada de 1949 hasta su muerte en la temporada de 1957.

## Biografía
Charlie Salt empezó a correr cuando ya tenía 32 años. Eso probablemente tuvo que ver con el hecho de que no hubo carreras durante la Segunda Guerra Mundial. En 1946, compitió con una Norton en las Gran Premio de Manx, donde siempre acabó entre los diez primeros. En la temporada de 1949, debutó en el TT Isla de Man y en el Gran Premio del Úlster, donde acabó segundo.
A partir de la temporada de 1951 se convirtió en piloto de pruebas de BSA, pero sus posibilidades de buenos resultados fueron más pequeñas ya que la BSA Goldstar no podía competir con las potentes Norton Manx. A pesar de ello, consiguió si segundo podio de su carrera al acabar tercero en el Gran Premio del Úlster de 1952. En esos años colaboro con el constructor Bert Hopwood en el desarrollo de las motocicletas BSA.
En el TT Isla de Man de 1957 terminó 31.º en el TT Junior y participó en el TT Senior. En la última vuelta, pasaba por Gorse Lea cuando su máquina comenzó a dar bandazos, probablemente debido a una caja de cambios atascada. La moto chocó contra un muro de piedra y con un poste de hormigón. Fue lanzado por los aires y quedó atrapado entre una haya y la pared. Fue sacado por los espectadores. Un médico lo encontró inconsciente con varias lesiones en la espalda. Charlie Salt recuperó el conocimiento lo suficiente como para preguntar qué había sucedido. Lo llevaron en ambulancia al Hospital Nobles de Douglas, donde le administraron oxígeno y sangre. Sin embargo, murió a las 3.30 de la tarde. Su hermano George también estaba allí. Había abandonado tanto el Junior TT como el Senior y decidió terminar su carrera como piloto justo después de la muerte de Charlie.

## Resultados en el Campeonato del Mundo
Sistema de puntuación en 1949:
| Posición | 1.º | 2.º | 3.º | 4.º | 5.º | Vuelta rápida |
| Puntos   | 10  | 8   | 7   | 6   | 5   | 1             |

Sistema de puntuación desde 1950 hasta 1968:
| Posición | 1.º | 2.º | 3.º | 4.º | 5.º | 6.º |
| Puntos   | 8   | 6   | 4   | 3   | 2   | 1   |

Se contaban los 5 mejores resultados hasta 1955.
(Carreras en Negrita indica pole position, Carreras en cursiva indica vuelta rápida)
| Año  | Cat.   | Equipo     | 1       | 2           | 3       | 4     | 5       | 6     | 7       | 8     | 9     | Pos. | Pts. |
| ---- | ------ | ---------- | ------- | ----------- | ------- | ----- | ------- | ----- | ------- | ----- | ----- | ---- | ---- |
| 1949 | 350cc  | Velocette  | IOM 28  | SUI -       | NED -   | BEL - | ULS 2   |       |         |       |       | 8    | 9.º  |
| 1949 | 500cc  | Norton     | IOM Ret | SUI -       | NED -   | BEL - | ULS -   | NAT - |         |       |       | 0    | -    |
| 1950 | 350cc  | Velocette  | IOM Ret | BEL 5       | NED 9   | SUI - | ULS -   | NAT - |         |       |       | 2    | 14.º |
| 1950 | 500cc  | Velocette  | IOM 43  | BEL Ret     | NED Ret | SUI - | ULS Ret | NAT - |         |       |       | 0    | -    |
| 1951 | 125 cc | BSA        | ESP -   |             | IOM 13  |       | NED -   |       |         | NAT - |       | 0    | -    |
| 1951 | 350 cc | Velocette  | ESP -   | SUI -       | IOM Ret | FRA - | NED -   | BEL - | ULS -   | NAT - |       | 0    | -    |
| 1951 | 500 cc | Velocette  | ESP -   | SUI -       | IOM Ret | NED - | BEL -   | FRA - | ULS Ret | NAT - |       | 0    | -    |
| 1952 | 125 cc | MV Agusta  |         | IOM -       | NED -   |       | GER -   | ULS 3 | NAT -   | ESP - |       | 4    | 11.º |
| 1952 | 250 cc | Pike Rudge | SUI -   | IOM 10      | NED -   |       | GER -   | ULS - | NAT -   |       |       | 0    | -    |
| 1952 | 350 cc | Velocette  | SUI -   | IOM Ret     | NED -   | BEL - | GER -   | ULS - | NAT -   |       |       | 0    | -    |
| 1952 | 500 cc | Norton     | SUI -   | IOM 18      | NED -   | BEL - | GER -   | ULS - | NAT -   | ESP - |       | 0    | -    |
| 1953 | 350cc  | BSA        | IOM Ret | NED -       | BEL -   |       | FRA -   | ULS - | SUI -   | NAT - |       | 0    | –    |
| 1953 | 500cc  | BSA        | IOM 16  | NED -       | BEL -   | RFA - | FRA -   | ULS 9 | SUI -   | NAT - | ESP - | 0    | –    |
| 1954 | 350cc  | BSA        | FRA -   | IOM 23      | ULS -   | BEL - | NED -   | RFA - | SUI -   | NAT - | ESP - | 0    | –    |
| 1954 | 500cc  | BSA        | FRA -   | IOM 22      |         | BEL - | NED -   | RFA - | SUI -   | NAT - | ESP - | 0    | –    |
| 1955 | 350cc  | BSA        |         | FRA -       | IOM 17  | RFA - | BEL -   | NED - | ULS -   | NAT - |       | 0    | –    |
| 1955 | 500cc  | BSA        | ESP -   | FRA -       | IOM Ret | RFA - | BEL -   | NED - | ULS -   | NAT - |       | 0    | –    |
| 1956 | 350cc  | BSA        | IOM 32  | NED -       | BEL -   | RFA - | ULS -   | NAT - |         |       |       | 0    | –    |
| 1956 | 500cc  | BSA        | IOM Ret | NED -       | BEL -   | RFA - | ULS -   | NAT - |         |       |       | 0    | –    |
| 1957 | 350cc  | BSA        | RFA -   | IOM 32      | NED -   | BEL - | ULS -   | NAT - |         |       |       | 0    | –    |
| 1957 | 500cc  | BSA        | RFA -   | IOM Ret (†) | NED -   | BEL - | ULS -   | NAT - |         |       |       | 0    | –    |